# Taahl-lanas
Taahl-lanas, malena, danas izumrela obitelj Haida Indijanaca iz fratrije Orla, koja je #ivjela na otoku North u otočju Kraljice Charlotte u Britanskoj Kolumbiji. 
Porodica je dobila ime po njihovom glavnom selu Ta, koje se nalazilo na istočnoj obali otoka, a znači “narod iz grada Ta”.